# Minderheitenwahlrecht
Als Minderheitenwahlrecht können Maßnahmen im Bereich des Wahlrechtes bezeichnet werden, die nationalen Minderheiten Einflussnahme in politischen Gremien ermöglichen sollen. Verwandte Begriffe sind Volksgruppenmandat und Virilmandat.
Regelungen zum Minderheitenwahlrecht wurden in einer Reihe von Ländern gesetzlich verankert.
Zu positiven Sonderregelungen gehören z. B.
- garantierte Vertretung,
- vorbestimmte Quotierung der Sitze,
- niedrigere Stimmzahl erforderlich pro Mandat als für nichtminderheitenbezogene Parteien.

Als negative Sonderregelungen könnte man Ausnahmen von Regeln, die sonst das Einziehen ins Parlament erschwert, bezeichnen:
- Ausnahme von der Sperrklausel,
- Erleichterung des Wahlantritts.

Die positiven Sonderregelungen sorgen für eine Vorteilsbehandlung und stellen auch ein verfassungsrechtliches Konfliktpotenzial dar, weil sie von dem Prinzip des gleichen Gewichts aller Stimmen abweichen. Jedoch bleiben negative Maßnahmen auch nicht unumstritten.
Zum Thema gehören auch Bemühungen, um die Vertretung von Minderheiten ohne jegliche Sonderregeln zu erleichtern, z. B. die Rücksichtnahme bei der Einteilung in Wahlkreise oder das Aufrechterhalten einer hohen Abgeordnetenzahl, das die Stimmenzahl für die Erreichung eines Mandats erleichtert.
Es gibt auch das Gegenteil, nämlich dass die Vertretung einer Volksgruppe erschwert wird.
Sonderregelungen aufgrund von Geschlecht, Religion, soziale Schichtzugehörigkeit etc. unterscheiden sich prinzipiell nicht vom Minderheitenwahlrecht, werden aber hier nicht behandelt.

## Deutschland

### Dänische Volksgruppe
Die dänische Minderheit in Schleswig-Holstein wird politisch vom Südschleswigschen Wählerverband (SSW) vertreten.

#### Bundesebene
Bei Bundestagswahlen ist der SSW seit 1953 von der 5-Prozent-Hürde befreit. Anders als bei den Landtagswahlen in Schleswig-Holstein gilt die Ausnahme nicht explizit für die dänische Minderheit, sondern für alle Parteien nationaler Minderheiten (§ 4 Abs. 2 Satz 3 des Bundeswahlgesetzes).
Von 1949 bis 1953 wurde der SSW im ersten Deutschen Bundestag von Hermann Clausen vertreten. Ab 1961 trat die Partei nicht mehr zu Bundestagswahlen an, doch wurde ab den 1990er-Jahren über eine erneute Teilnahme an Bundestagswahlen diskutiert, weil wegen der wachsenden Stimmenzahl wieder die Chance auf ein Mandat bestand. Parteitage haben sich mehrmals gegen diese Idee ausgesprochen, während der Vorsitzende Flemming Meyer sich jedoch dafür einsetzte.
Zur Bundestagswahl 2021 trat der SSW nach 60 Jahren wieder an und errang mit Stefan Seidler einen Sitz im Parlament.

#### Landesebene
Nach Verhandlungen über die Bonn-Kopenhagener Erklärungen 1955 wurde die Sperrklausel auch bei Landtagswahlen für den SSW aufgehoben.
Hintergrund ist, dass der schleswig-holsteinische Landtag 1951 unter Leitung des CDU-Ministerpräsidenten Friedrich Wilhelm Lübke nach den Ergebnissen der Landtagswahl von 1950, bei denen der SSW immer noch fast 72.000 Stimmen erhielt (bei der ersten Nachkriegswahl 1947 waren es sogar fast 100.000 Stimmen), die Sperrklausel explizit auf 7,5 % hochsetzte, um den SSW aus dem Landtag auszuschließen. Das Bundesverfassungsgericht erklärte diese erhöhte Sperrklausel 1952 für verfassungswidrig (BVerfGE 1, 208), so dass bei der Landtagswahl 1954 wieder die 5 %-Klausel galt. Dennoch war die dänische Minderheit ab 1954 ohne Vertretung im Landtag, weil sie bei dieser Wahl lediglich noch rund 42.000 Stimmen (3,5 %) auf sich vereinigen konnte.
(Siehe auch: Bonn-Kopenhagener Erklärungen: Ausnahme von der Fünf-Prozent-Hürde)
1997 wurde mit dem neuen Wahlgesetz in Schleswig-Holstein erstmals das Zweitstimmenwahlrecht eingeführt, erstmals geltend bei der Landtagswahl 2000. Damit ist der SSW im ganzen Land wählbar, obwohl die dänische Minderheit nur im Landesteil Schleswig heimisch ist und der SSW entsprechend nur hier Direktkandidaten aufstellt und einen aktiven Wahlkampf führt. Der SSW selbst stimmte gegen das neue Wahlgesetz.
Durch das neue Wahlsystem verdoppelte sich der Stimmenanteil des SSW bei den relevanten Zweitstimmen durch Stimmen aus Holstein. Aus diesem Grunde wurden Einwände dagegen erhoben, dass dem SSW zum einen als Minderheitenvertretung in Schleswig vom Privileg der Befreiung von der Sperrklausel profitiere, er dieses Privileg zum anderen durch seine Wählbarkeit in Holstein missbrauche. Das Schleswig-Holsteinische Oberverwaltungsgericht erhob entsprechend Einspruch gegen das amtliche Wahlergebnis und wandte sich gegen die Zuteilung von Landtagsmandaten an den SSW, da „der SSW … heute nicht mehr als Partei der dänischen Minderheit betrachtet werden“ könne und die „Befreiung für Parteien der dänischen Minderheit seit der Einführung des Zweistimmenwahlrechts über das Maß des Erforderlichen hinausgehe“. Das Bundesverfassungsgericht stellte jedoch fest, dass der Aussetzungs- und Vorlagebeschluss des Schleswig-Holsteinischen Oberverwaltungsgerichts nicht die Zulässigkeitsvoraussetzungen erfülle, weil der Beschluss sich nicht hinreichend damit auseinandersetze, worin der potentielle Verfassungsverstoß liege – da auch vor der Änderung des Wahlsystems eine bis dahin verfassungskonform mögliche landesweite Wählbarkeit des SSW gegeben war und nunmehr nur zur Regel würde.
Bei der Regierungsbildung 2005, bei der der SSW aktiv in die Regierungsbildung eingriff und seine Bereitschaft erklärte, als „verlässlicher Partner“ die geplante rot-grüne Minderheitsregierung zu unterstützen, kam diese Diskussion erneut auf, nun mit bundesweiter Aufmerksamkeit und teilweise mit schärferem Diskussionston, da es jetzt um die Regierungsbildung unter sogenannter Tolerierung des SSW ging, die zwischen den drei Parteien SPD, Grüne und SSW in einem von ihnen als Tolerierungsvereinbarung genannten Abkommen manifestiert wurde, in dem die gemeinsamen Ziele in den Feldern „Arbeit und Soziales“, „Bildung, Kultur und Minderheiten“, „Grenzüberschreitende Zusammenarbeit“, „Finanzen, Wirtschaft und Verkehrspolitik“, „Inneres und Bürgerrechte“ sowie „Landwirtschaft und Umwelt“ definiert und hier insbesondere konkrete Reformprojekte in den Bereichen der Landesverfassung, der Umformung des Schulsystems in eine Gesamtschule nach skandinavischem Vorbild, der Kommunalreform, der Änderung der Medien-Staatsverträge, der Arbeitsmarktpolitik, der Studiengebühren, der Länderpolitik zwischen den norddeutschen Ländern und mit Dänemark, der Haushaltssanierung, der Verkehrsprojekte für A20, A7, B5 etc., der Bankenprivatisierung sowie der Ausweitung des Naturschutzes genannt wurden.
Nach der Wahl hatte der SSW sich mit seinen eigenen sowie den Stimmen seiner potentiellen Tolerierungspartner, um voll regierungs- und handlungsfähig zu sein, sogenannte Grundmandate zugesichert, die Grundlage für die Stimmberechtigung in den Ausschüssen sind, in denen die wichtigen Entscheidungen fallen – diese Grundmandate standen aber laut Geschäftsordnung des Landtags nur Parteien in Fraktionsstärke zu. Diese Grundmandate wurden dem SSW inzwischen mit den Stimmen der Großen Koalition in Kiel wieder entzogen. Daneben forderte der SSW vorab z. B. auch in Bereichen wie der Bildungspolitik, in denen der Minderheit vorher bereits stets Sonderregelungen zugestanden wurden, die landesweite Übernahme seiner Modelle. Einerseits Nutznießer von Minderheitenprivilegien zu sein, andererseits in Bereichen, die die Minderheit nicht betreffen, Politik für die Mehrheit zu machen, war einer der Hauptgründe für die Kritik am SSW.
(Siehe auch: SSW: Diskussion nach der Landtagswahl 2005).

#### Kommunale Ebene
Bei Kommunalwahlen war der SSW nicht von der Sperrklausel befreit, die 2008 vom Bundesverfassungsgericht für verfassungswidrig erklärt worden ist. Minderheitenpolitiker sahen die fehlende Befreiung von der Sperrklausel als Problem, da es wichtig sei, bei der Verteilung der kommunalen Anschläge für kulturelle und soziale Vereine und Aktivitäten mitvertreten zu sein. Über deren Bezuschussung wird von Jahr zu Jahr neu entschieden, so dass die minderheitenbezogene Arbeit leicht zu Gegenstand von Einsparungsmaßnahmen werden könne – ein stets wiederkehrendes Thema ist z. B. die Nichtgleichstellung des Schülertransports zu dänischen Schulen.
Der SSW tritt für eine Gebietsreform in Schleswig-Holstein ein, bei der Gemeinden zu einer Mindestgröße zusammengeschlagen werden sollen, die der der jetzigen Ämter (5000 Einwohner) entspricht; dabei gehe es dem SSW jedoch laut eigener Aussage um die Effizienz der Verwaltung und nicht um die Abwesenheit des SSW in kleinen Gemeindevertretungen. Andererseits ist der SSW strikt gegen eine Gebietsreform auf Länderebene, bei der z. B. Bundesländer wie Schleswig-Holstein, Hamburg und Niedersachsen vereint würden und ihm ein ähnliches Schicksal wie das der SP in Dänemark infolge des Aufgehens des Amtes Sønderjylland (Nordschleswig) in der neuen Region Syddanmark im Zuge der Gebietsreform droht.
Im Gegensatz zur Lage in anderen Bundesländern und in Dänemark, wo kleinere Parteien durch eine Listenverbindung ihre Chance auf Vertretung verbessern können, ist diese Art der Kooperation im schleswig-holsteinischen Kommunalwahlrecht nicht zugelassen.

### Sorbische Volksgruppe
Die Sorben sind ebenso wie die dänische Volksgruppe von der 5-Prozent-Hürde bei Bundestagswahlen befreit, da die Regel für alle nationalen Minderheiten gilt. Bislang ist aber keine sorbische Partei zur Wahl angetreten.

#### Landesebene
In Brandenburg ist die Lausitzer Allianz von der Sperrklausel befreit.
In Sachsen hingegen, wo doppelt so viele Sorben wie in Brandenburg leben, gibt es keine Befreiung von der Sperrklausel.

### Friesische Volksgruppe
Die Friesen waren zwar auf Bundesebene als Minderheitenpartei anerkannt, auf Landesebene jedoch nicht von der Fünf-Prozent-Hürde befreit.
Am 28. Januar 2016 entschied der Europäische Gerichtshof für Menschenrechte, dass die Fünf-Prozent-Hürde nicht gegen die Europäische Menschenrechtskonvention (EMRK) verstößt. Der Gerichtshof führte aus, dass die Partei „Die Friesen“ bei der Wahl nicht anders behandelt worden sei als andere kleine Parteien in Niedersachsen.

## Dänemark (Deutsche Volksgruppe)
Die deutsche Volksgruppe in Nordschleswig wird politisch von der Schleswigschen Partei (SP) vertreten.

### Nationale Ebene
Im Vergleich zu den Verhältnissen südlich der Grenze gibt es für die Schleswigsche Partei keine explizite Ausnahme von der Sperrklausel. Die dänische 2-Prozent-Hürde gilt jedoch nur für die Erteilung der 40 landesweiten Ausgleichsmandate (tillægsmandater) – die restlichen 135 Bezirksmandate (kredsmandater) werden in 17 Wahlbezirken erteilt, von denen auf Nordschleswig 7 Mandate entfallen. Die Schleswigsche Partei müsste für ein solches Mandat einen landesweiten Stimmenanteil von ca. 0,35 % (ca. 12.000 Stimmen) erzielen. Das entspräche in Nordschleswig etwa 8 % der Stimmen; im Vergleich dazu erzielte die Partei bei der Amtsratswahl 2001 nur 4417 Stimmen.
Laut einem Gutachten der Universität Århus ist jedoch für die SP so gut wie ausgeschlossen, im Folketing mittels eigener Wahlliste durch ein Ausgleichs- oder Bezirksmandat vertreten zu sein, da die Wählerschaft der SP nahezu ausschließlich aus der deutschen Volksgruppe stamme und nicht wie die des SSW zunehmend außerhalb der Minderheit gewonnen würden.
Die SP war bis 1964 im Folketing vertreten und trat bis 1971 noch mit einer eigenen Liste zur Wahl an. 1973–1979 konnte man einen Abgeordneten ins Folketing entsenden, der durch die Liste der Partei Centrum-Demokraterne gewählt wurde. Ab 1965, als die Stimmzahl der SP nicht mehr zur Vertretung ausreichte, wurde der Kontaktausschuss für die deutsche Minderheit beim Folketing als Bindeglied zu Parlament und Regierung errichtet, der heute auch durch ein staatlich gefördertes Sekretariat der deutschen Minderheit in Kopenhagen ergänzt wird – jedoch ohne jegliche Befugnisse und mit nur rein repräsentativer Funktion.
Ein Privileg der SP ist die ausdrückliche Befreiung vom Einsammeln von Wählererklärungen bei der Anmeldung einer Liste, die ansonsten nicht repräsentierte Parteien gemäß Folketingwahlgesetz vor dem Wahlantritt liefern müssen. Erforderlich wäre eine Anzahl von Wählerunterschriften, die der Stimmzahl eines normalen Mandats entspräche (zur Zeit 19.185, etwa 0,6 % der abgegebenen gültigen Stimmen) – ebenfalls mehr als potentielle Wähler der SP.
In den zutreffenden Gesetzen wird nicht explizit die Schleswigsche Partei, sondern „die Partei der deutschen Minderheit“ („det tyske mindretals parti“) erwähnt. Jedoch kam ein Konkurrent oder Absplitterung nie vor. Obwohl die Schleswigsche Partei seit 1971 nicht zu Folketingswahlen angetreten ist, wird das Listenkürzel S noch vom Wahlgesetz geschützt; dieser Buchstabe darf keiner anderen Partei weder bei Folketingswahlen noch Kommunalwahlen im ganzen Land zugeteilt werden.

### Regionalebene
Da Dänemark kein Bundesstaat ist, lässt sich keine exakte Analogie zur Landesebene in Deutschland herstellen. Die bisherigen dänischen Ämter, viel stärker noch die mit der Gebietsreform entstehenden neuen Regionen fungieren jedoch als Verwaltungsebene zwischen Kommune und Königreich Dänemark, so dass wahltechnisch ein Pendant existiert.
Das bisherige Amt Sønderjylland (Nordschleswig) geht mit der Gebietsreform vom 1. Januar 2007 in der neuen Region Syddanmark, einer von 5 neu entstehenden Regionen, auf. Diese Region umfasst zugleich die ehemaligen Ämter Ribe und Fyn sowie den größten Teil des Bezirks Vejle und besitzt rund 1,2 Millionen Einwohner.
Die ersten Wahlen fanden bereits am 15. November 2005 statt. Für einen der 41 Sitze im Regionsrat waren ca. 14.000 Stimmen notwendig. Die SP ist nicht zur Regionalwahl angetreten, würde jedoch bei der üblichen Stimmzahl auch kaum Chancen auf Vertretung haben, außer vielleicht im Falle einer Listenverbindung mit anderen Kleinparteien. Bei den letzten Wahlen zur Bezirksversammlung im Amt Nordschleswig 2001 erzielte die Schleswigsche Partei noch 4.417 Stimmen und ein Mandat.
Innerhalb der neue Region spielt Minderheitenpolitik kaum noch eine Rolle – nicht-minderheitenbezogene Fragen wie Verkehr, Umwelt, Gesundheit und Soziales sind Aufgaben der Regionen. Aus diesem Grunde stieß die Gebietsreform auch auf starke Kritik nicht nur seitens der Minderheit, die de facto keine Möglichkeit mehr besitzt, selbständig politisch vertreten zu sein, und befürchtet, innerhalb einer Region, in der fast ein Viertel der Einwohner Dänemarks leben, auch nicht mehr wahrgenommen zu werden.

### Kommunale Ebene
Die Gebietsreform vom 1. Januar 2007 vereint ebenfalls die bisherigen 23 nordschleswigschen Kommunen in vier Großkommunen. Bei den zeitgleich zu den Wahlen in den neuen Regionen stattfindenden Wahlen in den Großkommunen am 15. November 2005 wurde die SP in drei der vier neuen Kommunalparlamente Nordschleswigs gewählt, nämlich in Tondern, Apenrade und Sonderburg mit je einem Mandat. In Hadersleben reichte die Stimmzahl nicht zu einem Mandat aus; hier ist die SP nur durch ein Sondermandat ohne Stimmrecht präsent. Zum Vergleich wurde die Partei bei den Kommunalwahlen 2001 in nur fünf der 23 alten Kommunen vertreten, dies jedoch entsprechend mit einer stärkeren Gewichtung. Anders als der SSW in Deutschland, der für eine kommunale Gebietsreform in Schleswig-Holstein eintritt, hatte die SP u. a. deswegen die bisherigen Strukturen im ehemaligen Bezirk Nordschleswig (Sønderjyllands Amt) favorisiert, da für sie die dezentrale politische Arbeit in den überschaubaren Einheiten den Vorzug hatte.
Bei Kommunalwahlen in Dänemark gilt keine Sperrklausel, sondern die Sitze werden durch ein reines D’Hondt-Verfahren verteilt. Jedoch stellt die Größe des Gremiums eine faktische Sperrklausel dar; so sind für einen der 55 Sitze der Kopenhagener Bürgervertretung etwa 1,8 % der Wählerstimmen erforderlich, während die Inselgemeinde Læsø eine Kommunalvertretung mit nur 9 Sitzen hat, wodurch eine Partei mindestens 11 % der Wählerstimmen auf sich vereinen muss, um vertreten zu werden. Die typische Größe der Kommunalvertretungen liegt jedoch zwischen 19 und 31 Sitzen. In den vier nordschleswigschen Kommunen ist die Größe der Kommunalvertretungen auf die Höchstzahl 31 festgelegt, um die Vertretung der deutschen Minderheit zu erleichtern.
Bei der Situation vor der Gebietsreform von 2007 war die Schleswigsche Partei in vielen kleinen Gemeinden nicht vertreten und konnte politisch nicht auf Entscheidungen einwirken, die die Minderheit betrafen. Dies galt besonders im Norden Nordschleswigs, wo die Minderheit weniger stark ist. Da über Zuschüsse in Dänemark jedoch nicht von Jahr zu Jahr neu entschieden wird und die jetzigen finanziellen Zuschüsse seitens Dänemarks fortgesetzt werden sollen, besteht zumindest eine relative Sicherheit gegen Sparmaßnahmen. Auch gelten in Dänemark im Allgemeinen günstige Regelungen für Privatschulen, die auch für das Schulwesen der deutschen Minderheit den Rahmen darstellen. Z. B. ist in Nordschleswig, anders als bei der dänischen Minderheit in Südschleswig, die Schülerbeförderung kein wiederkehrendes Problemthema.
Auch ohne das Hindernis einer Sperrklausel befürchtete man, dass die größeren Kommunen ein Problem für die Vertretung der deutschen Volksgruppe werden könnten. Nach Konsultierungen wurde ein Erlass für Nordschleswig verordnet, um Vertretung unter der neuen Kommunalordnung zu fördern. Im Folketing setzte sich Søren Krarup (Dänische Volkspartei) besonders für diese Ordnung ein; die Partei hätte auch gerne gleiche Regeln für das Regionsrat (s. o.) eingeführt. Die Sonderregelung wurde von den slowakischen Regelungen zugunsten der ungarischen Minderheit inspiriert. Die Regeln sind im Kommunalordnungsgesetz sowie im Erlass zur Förderung der Vertretung der deutschen Minderheit festgelegt:
- Hauptregel: Ein „Sondermandat“ ohne Stimmrecht wird ausgelöst, wenn die Partei der Minderheit nur 25 % der Stimmen eines normalen Mandats erzielt. Wenn also ein normales Mandat 3 % der Wählerstimmen kostet, zöge die SP mit 0,75 % immer noch ins Rathaus. Das außerordentliche Mandat heißt offiziell „beigeordnetes Mitglied“ (tilforordnet medlem) und genießt kein Stimmrecht, verfügt über volle Sprech- und Gehaltsrechte und erhält einen Sitz in einem Ausschuss nach eigener Wahl. (Anfangs wurde seitens des Bundes deutscher Nordschleswiger gewünscht, bei Erzielen von 25 % der Stimmen eines Normalmandats für die Minderheit ein vollberechtigtes Mandat auszulösen; dies wurde aber vom Kommunalausschuss des Folketings aus Proporzgründen abgelehnt).[11]
- Wenn die Minderheitenpartei auch kein solches außerordentliches Mandat erhält, ist verordnet, dass ein Sonderausschuss für die Angelegenheiten der Minderheit errichtet wird, sofern sie noch 10 % der Stimmen eines Mandats erzielt; also bei etwa 0,3 % der Stimmen. In diesem Ausschuss müsste die Minderheit vertreten werden; Vorsitzender wäre der Bürgermeister.
- Um die Vertretung generell zu erleichtern, sind die vier Kommunalvertretungen in Nordschleswig so groß, wie es die Kommunalordnung erlaubt, also 31 Mitglieder. Dadurch liegt die Hürde für ein Mandat bei nur ca. 3 % der Wählerstimmen. Kommunen gleicher Größe im restlichen Dänemark haben sich oft für kleinere Kommunalvertretungen entschieden, wobei die Hürde für ein Mandat entsprechend höher liegt.
- Der Erlass garantiert, dass man nicht wieder die Größe des Kommunalrats vermindern kann, wenn die SP bei der letzten oder vorletzten Wahl gewählt wurde. Dabei wird verhindert, dass man durch eine Einschränkung der Sitzzahl die Kosten eines Mandats erhöhen könnte. Zum Vergleich wurde 2003 die Abgeordnetenzahl im schleswig-holsteinischen Landtag von 75 auf 69 gesenkt, ein Beschluss, gegen den SSW, FDP und Grüne protestierten.

Schließlich ist auch, wie im übrigen Land, eine Listenverbindung möglich. Zwei oder mehrere Parteien können dadurch ihre Chancen auf eine Vertretung verbessern. Auch werden die negativen Folgen des D’Hondt-Verfahrens, das die großen Parteien bevorzugt, etwas ausgeglichen. Die Listenverbindung muss fristgerecht vor der Wahl angemeldet sein und wird veröffentlicht. Bei der Auszählung gilt das Bündnis zunächst als eine Partei, danach werden die erzielten Sitze auf die einzelnen Listen verteilt. Sollte die Schleswigsche Partei an einer solchen Listenverbindung teilnehmen, ohne jedoch ein Mandat zu gewinnen, steht der oben erwähnte Weg zu einem Sondermandat noch offen. In Sonderburg gelang es der SP mit nur 2,0 % der Stimmen auf ein normales Mandat ins Stadtparlament einzuziehen, weil das Listenbündnis mit Det Radikale Venstre (1,4 %) und Kristendemokraterne (0,4 %) insgesamt 3,8 % erzielte. Eine Debatte wurde aber ausgelöst, als der SP-Abgeordnete Stephan Kleinschmidt auch zum Vorsitzenden des Kulturausschusses gewählt wurde.

## Afghanistan
Das Parlament (Wolesi Dschirga) besteht aus 249 Sitzen, wobei 68 für Frauen und zehn für die Nomaden-Minderheit der Kutschi vorbehalten sind. Die Abgeordneten werden durch direkte Wahl bestimmt, wobei die Anzahl der Sitze im Verhältnis zur Einwohnerzahl der jeweiligen Provinz stehen. Es müssen mindestens zwei Frauen pro Provinz gewählt werden.

## Belgien
Der Belgische Senat setzt sich aus 71 Senatoren zusammen, die für eine Dauer von 4 Jahren gewählt werden. 40 Senatoren werden direkt durch die Wählerschaft (in zwei Wahlkollegien aufgeteilt: Das französischsprachige Kollegium wählt 15 und das niederländischsprachige 25 Senatoren) gewählt. 21 Senatoren werden durch die Parlamente der verschiedenen Gemeinschaften bestimmt (jeweils zehn durch das Parlement de la Communauté française und das Vlaams Parlement und einer durch das Parlament der Deutschsprachigen Gemeinschaft) und erfüllen also ein doppeltes Mandat. Die restlichen zehn Senatoren werden von den direkt gewählten Senatoren und den Gemeinschaftssenatoren kooptiert (vier durch die französischsprachigen Senatoren und sechs durch die niederländischsprachigen).
In der Region Brüssel-Hauptstadt besteht die Regierung aus einem Ministerpräsidenten und vier Ministern, zwei von jeder Sprachgemeinschaft. Das Brüsseler Regionalparlament zählt 89 Sitze, 72 für die Französischsprachigen und 17 Sitze für die Niederländischsprachigen. Für sprachliche und institutionelle Angelegenheiten haben beide Sprachgruppen ein Vetorecht (wie auch im belgischen Parlament).

## Indien
Zwei Mitglieder von Lok Sabha (Haus des Volkes) können vom Präsidenten Indiens ernannt werden, um die anglo-indische Gemeinschaft angemessen zu repräsentieren.

## Iran
Je einen Sitz erhalten die religiösen Minderheiten der Juden und Zoroastrier. Den vier christlichen Gruppen des Landes steht ebenfalls je ein Parlamentssitz zu.

## Italien (Südtirol/Trentino)
Südtirol
Jeder Kandidat für den Südtiroler Landtag auf der Liste muss sich durch eine Erklärung der deutschen, italienischen oder ladinischen Sprachgruppe zugehörig erklären oder zuordnen. Diese Sprachgruppenzugehörigkeitserklärungen sind von Bedeutung für die Bestimmung mindestens eines ladinischen Vertreters im Landtag und für die Zusammensetzung der Landesregierung, für die ein Sprachgruppenproporz gilt und somit die faktisch deutschsprachige Südtiroler Volkspartei sich stets einen italienischsprachigen Koalitionspartner suchen muss.
Trentino
Bei der Wahl zum Trentiner Landtag muss ein Sitz der ladinischsprachigen Minderheit zugeteilt sein.

## Jordanien
Das Parlament besteht aus dem Abgeordnetenhaus mit 110 für vier Jahre gewählten Mitgliedern (9 Sitze für Christen, 3 für Tscherkessen und 6 für Frauen reserviert) und dem Haus der Notabeln mit 40 Mitgliedern, die für acht Jahre vom König ernannt werden.

## Kroatien
Das Parlament (Sabor) in Kroatien ist ein Einkammerparlament und hat 151 Abgeordnete. Die zweite Kammer, das Haus der Gespanschaften [kroat. Županski Dom], wurde im März 2000 abgeschafft. Die Abgeordneten werden nach dem Verhältniswahlrecht mit einer 5-Prozent-Klausel bezogen auf einzelne Wahlkreise und mit einem besonderen Wahlkreis für Auslandskroaten gewählt. Zusätzlich stellen die nationalen Minderheiten acht Abgeordnete im Parlament. Angehörige der Minderheiten können entweder normal für eine der Mehrheitsparteien stimmen oder alternativ dazu auf der jeweiligen Liste für einen Vertreter ihrer Minderheit. Die in Personenwahl ermittelten Sitze sind folgendermaßen verteilt: drei für Serben, einer für Italiener, einer für Ungarn, einer für Tschechen und Slowaken, einer für Slowenen, Bosniaken, Montenegriner, Mazedonier und Albaner und einer für sonstige Minderheiten (Deutsche, Ukrainer und Ruthenen, Rumänen, Russen, Türken, Juden, Roma, Polen …).

## Libanon
Die Verteilung der Sitze im Parlament erfolgt seit dem Abkommen von Taif nach dem Grundsatz der konfessionellen Parität.
Die vier höchsten Staatsämter sind Mitgliedern bestimmter religiöser Gruppen vorbehalten:
- Das Staatsoberhaupt muss ein maronitischer Christ sein.
- Der Regierungschef muss ein sunnitischer Muslim sein.
- Der Parlamentspräsident muss ein schiitischer Muslim sein.
- Der Oberbefehlshaber der Armee muss ein Christ sein.

## Montenegro
Es gilt eine generelle Drei-Prozent-Hürde, die bei Parteien, die Minderheiten vertreten, welche im entsprechenden Gebiet maximal 15 % der Bevölkerung stellen, auf 0,7 Prozent sinkt. Für die kroatische Minderheit, wenn keine Liste der Bevölkerung die 0,7 % Schwelle überschreitet, wird die Liste mit den meisten Stimmen einen Platz gewinnen, wenn sie mehr als 0,35 % der Stimmen erhält.

## Mauritius
Das Parlament von Mauritius besteht aus mindestens 62 und maximal 70 Mitgliedern. Diese werden alle fünf Jahre in den 21 „constituencies“ genannten Bezirken gewählt, jeder Bezirk stellt drei Abgeordnete mit Ausnahme von Rodrigues, das zwei stellt. Die restlichen acht sind die „besten Verlierer“ aller Bezirke, die bestimmten im „normalen“ Wahlergebnis unterrepräsentierten Ethnien angehören müssen. Die Sinnhaftigkeit des Best-Loser-Systems, das auf einer Volkszählung der 1970er Jahre fußt, ist umstritten und könnte im Zuge einer diskutierten Wahlreform gestrichen werden.

## Neuseeland
Einige Sitze des neuseeländischen Parlaments sind speziell für Māori-Abgeordnete reserviert. Gleichzeitig können sich Māori aber auch dazu entscheiden, über die anderen Sitze abzustimmen oder für diese zu kandidieren. Auch auf diesem Weg sind schon einige Māori-Vertreter in das Parlament eingezogen.

## Österreich
Die Repräsentation der Kärntner Slowenen im Kärntner Landtag und der burgenlandkroatischen und ungarischen Minderheit im Burgenländischen Landtag ist nicht geregelt und politisch umstritten.

## Pakistan
Die Nationalversammlung umfasst 342 Abgeordnete, wovon 272 für fünf Jahre nach Mehrheitswahlrecht direkt vom Volk gewählt werden. Wahlberechtigt sind alle Staatsbürger ab einem Alter von 18 Jahren. 60 Parlamentssitze sind Frauen, zehn weitere Vertretern religiöser Minderheiten vorbehalten. Die reservierten Sitze werden auf die in der Nationalversammlung vertretenen Parteien entsprechend ihrem Stimmenanteil verteilt.

## Palästinensische Autonomiebehörde
Vor der Umstellung des Wahlsystems auf ein Verhältniswahlsystem wurden von den 132 Sitzen des Palästinensischen Legislativrats je 66 durch zwei sich stark unterscheidende Verfahren bestimmt. Dabei stimmte jeder Wahlberechtigte für beide Verfahren gleichzeitig, aber getrennt ab. Die eine Hälfte der Mandate wurde durch einfache Verhältniswahl mit einer 2-Prozent-Sperrklausel vergeben. Die übrigen 66 Sitze wurden durch Mehrheitswahl über 16 Wahlkreise vergeben. Jeder dieser Wahlkreise entsendete entsprechend seiner Bevölkerungsstärke ein bis neun Abgeordnete in den Legislativrat. Eine Besonderheit war, dass in vier Wahlkreisen ein bzw. zwei Sitze für Kandidaten der christlichen Minderheit und einer für die Samaritaner reserviert waren.

## Polen (Deutsche)
Die deutsche Minderheit in Polen zählt nach offiziellen Volkszählungen 153.000 Menschen (0,4 % der Gesamtbevölkerung), konzentriert in der Woiwodschaft Oppeln (Schlesien) mit 10 % der Einwohner. Die Sozial-Kulturelle Gesellschaft der Deutschen schätzt jedoch die Anzahl der Deutschen in der Woiwodschaft Oppeln alleine auf 250.000.
Mit dem Deutsch-Polnischen Nachbarschaftsvertrag von 1991 wurden der deutschen Volksgruppe volle Rechte als Nationale Minderheit nach KSZE-Standard zugesichert sowie eine Vertretung im polnischen Parlament (Sejm) ermöglicht. Seit 1993 gilt bei Wahlen zum Sejm eine 5-Prozent-Klausel; von der Regel ausgenommen sind Angehörige der offiziell anerkannten ethnischen Minderheiten (aktuell nur die deutsche Minderheit in Polen).
Der Verband der deutschen sozial-kulturellen Gesellschaften in Polen ist seit 1991 im Sejm vertreten. Bei der Wahl 2007 erzielte die Liste der deutschen Minderheit 0,20 % und ein Mandat im 460 Sitze großen Parlament.
In einigen Gemeinden (so Gogolin) stellt die deutsche Minderheit den Bürgermeister oder Ortsvorsteher, in zwei Kreisen (so im Kreis Groß Strehlitz) hat sie die absolute Mehrheit.

## Rumänien
Parteien, die nationale Minderheiten repräsentieren, haben – unabhängig von der Stimmzahl – das Recht auf einen Abgeordnetensitz. Hierzu gehören zur Zeit 17 Abgeordnete kleiner nationaler Minderheiten, die die Regierung parlamentarisch unterstützen, aber nicht der Regierung angehören.
Da die Demokratische Union der Ungarn in Rumänien bisher in jeder Wahl über der 5-Prozent-Hürde gekommen ist, verfügt sie über eigene Sitze im Parlament.
Die Demokratische Union der Türkisch-Muslimischen Tataren Rumäniens nahm bei der Parlamentswahl 2016 nicht teil.

## Schweiz
Die Vertretung des italienischsprachigen Kantons Tessin im Nationalrat und Ständerat sind keine Form des Mindesheitenwahlrechts.
Vielmehr entsendet jeder Schweizer Kanton zwei Vertreter in den Ständerat – sechs Kantone bilden eine Ausnahme mit nur einem Vertreter. Daher entsendet auch das Tessin zwei Vertreter.
Die Anzahl von acht Vertretern fürs Tessin im Nationalrat ergibt sich aus dem Bevölkerungsanteil des Tessins an der Gesamtbevölkerung der Schweiz und kann entsprechend der Bevölkerungsentwicklung variieren.
Die Wahl eines Vertreters des Tessins in den Bundesrat (siebenköpfige schweizerische Bundesregierung) ist ebenfalls nicht gesetzlich geregelt. Es existiert lediglich der Verfassungsgrundsatz, dass darauf Rücksicht zu nehmen ist, dass die Landesgegenden und Sprachregionen angemessen vertreten werden.

## Serbien
Parteien von ethnischen Minderheiten müssen die 5-Prozent-Hürde nicht überschreiten, um einen Sitz im Parlament zu erreichen. Sie müssen jedoch mindestens 0,4 % erreichen.

## Slowenien
Die Nationalversammlung setzt sich aus 90 Abgeordneten zusammen, die jeweils zum Teil durch direkte Wahl beziehungsweise durch Proportionalwahlrecht bestimmt werden. Die autonomen Minderheiten der Italiener und der 8000 Ungarn haben ein garantiertes Volksgruppenmandat. In Fragen, welche ausschließlich die jeweiligen Rechte der Minderheit betreffen, besitzen diese Volksgruppenabgeordneten ein absolutes Vetorecht.

## Venezuela
Die Nationalversammlung besteht aus 167 Mitglieder, davon sind drei Mandate für die indigene Bevölkerung vorgesehen.

## Ungarn
Seit 2014 können die Wähler der nationalen Minderheiten in Ungarn über die Nationalitätenlisten abstimmen. Die Minderheiten können so ein Präferenzmandat erhalten, wenn sie ein Viertel des dreiundneunzigsten Teils der Listenabstimmungen erreichen.
Die Nationalitäten, die kein Mandat erhielten, können einen Nationalitätensprecher in das Parlament schicken, so z. B. seit 2018 die Landesselbstverwaltung der Ungarndeutschen.